# Hoop

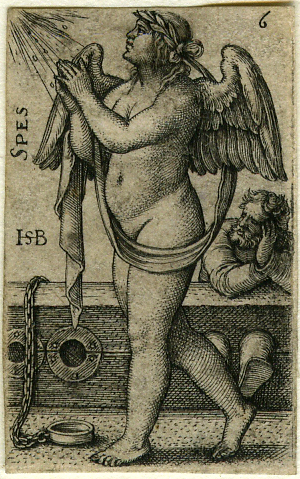
De Hoop (allegorische voorstelling uit 1540)

Hoop is de gedurige verwachting dat een onzekere uitkomst gunstig zal blijken.
Hoop kan passief zijn, zoals een wens, maar ook actief. In het laatste geval wordt ernaar gestreefd de kans op de gewenste uitkomst te vergroten door persoonlijke inspanningen, als bijvoorbeeld bij een gevangene die voortdurend werkt aan zijn ontsnapping. Daartegenover staat dan de gevangene die alleen maar wenst vrij te zijn, en de gevangene die denkt nooit meer vrij te zullen komen.

## Wetenswaardigheden
- In het christendom is hoop een van de drie christelijke deugden, naast geloof en liefde. Naast de christelijke deugden worden ook de vier kardinale deugden onderscheiden. In de woorden van de auteur van de Brief aan de Hebreeën:

Geloof is de zekerheid van wat men hoopt, en het bewijs van wat men niet ziet. (Heb 11:1)
- De Duitse filosoof Ernst Bloch bracht in 1959 een boek uit met de titel Das Prinzip Hoffnung, dat onder meer een omvangrijke studie van de utopie bevat.
- De Franse filosoof Jean-Paul Sartre is onder meer bekend om de uitspraak: "We moeten zonder hoop leren leven."